# جويل ستيفانس
جويل ستيفانس (بالإنجليزية: Joel Stevens)‏ (7 فبراير 1995 بدنيدن في نيوزيلندا - ) هو لاعب كرة قدم نيوزلندي في مركز الهجوم. شارك مع منتخب نيوزيلندا تحت 20 سنة لكرة القدم ومنتخب نيوزيلندا لكرة القدم. أما مع النوادي، فقد لعب مع تيم ويلينغتون ونادي ويلينغتون فينيكس ووايتاكيري يونايتد وساوثرن يونايتد وWellington Phoenix FC Reserves ‏.

## روابط خارجية
- جويل ستيفانس على موقع قاعدة بيانات كرة القدم.إي يو (الإنجليزية)
- جويل ستيفانس على موقع ناشيونال فوتبول تيمز (الإنجليزية)
- جويل ستيفانس على موقع Soccerway.com (الإنجليزية)